# NBA 라이징 스타즈 챌린지 최우수 선수상
NBA 라이징 스타즈 챌린지 최우수 선수상(영어: NBA Rising Stars Challenge Most Valuable Player Award)은 NBA의 상으로, NBA 라이징 스타즈 챌린지에서 그 해의 게임에서 가장 활약한 선수에게 수여되는 상이다.
1994년부터 2011년까지는 루키 챌린지(영어: Rookie Challenge)였다.

## 수상자 명단
| 시즌 | 수상자                          | 소속 팀                         |
| ---- | ------------------------------- | ------------------------------- |
| 1994 | 앤퍼니 하더웨이                 | 올랜도 매직                     |
| 1995 | 에디 존스                       | 로스앤젤레스 레이커스           |
| 1996 | 데이먼 스타더마이어             | 토론토 랩터스                   |
| 1997 | 앨런 아이버슨                   | 필라델피아 세븐티식서스         |
| 1998 | 지드루나스 일가우스카스         | 클리블랜드 캐벌리어스           |
| 1999 | 파업으로 인해 개최되지 않다.    | 파업으로 인해 개최되지 않다.    |
| 2000 | 엘튼 브랜드                     | 시카고 불스                     |
| 2001 | 월리 저비악                     | 미네소타 팀버울브스             |
| 2002 | 제이슨 리차드슨                 | 골든스테이트 워리어스           |
| 2003 | 길버트 아레나스                 | 골든스테이트 워리어스           |
| 2004 | 아마레 스터드마이어             | 피닉스 선스                     |
| 2005 | 카멜로 앤서니                   | 덴버 너기츠                     |
| 2006 | 안드레 이궈달라                 | 필라델피아 세븐티식서스         |
| 2007 | 데이비드 리                     | 뉴욕 닉스                       |
| 2008 | 다니엘 깁슨                     | 클리블랜드 캐벌리어스           |
| 2009 | 케빈 튜랜트                     | 오클라호마시티 선더             |
| 2010 | 타이릭 에반스                   | 새크라멘토 킹스                 |
| 2011 | 존 월                           | 워싱턴 위저즈                   |
| 2012 | 카일리 어빙                     | 클리블랜드 캐벌리어스           |
| 2013 | 케네스 파리드                   | 덴버 너기츠                     |
| 2014 | 안드레 드루먼드                 | 디트로이트 피스턴스             |
| 2015 | 앤드류 위긴스                   | 미네소타 팀버울브스             |
| 2016 | 잭 라빈                         | 미네소타 팀버울브스             |
| 2017 | 자말 머레이                     | 덴버 너기츠                     |
| 2018 | 보그단 보그다노비치             | 새크라멘토 킹스                 |
| 2019 | 카일 쿠즈마                     | 로스앤젤레스 레이커스           |
| 2020 | 마일스 브리지스                 | 샬럿 호니츠                     |
| 2021 | 코로나-19로 인해 개최되지 않다. | 코로나-19로 인해 개최되지 않다. |
| 2022 | 케이드 커닝엄                   | 디트로이트 피스턴스             |
| 2023 | 호세 알바라도                   | 뉴올리언스 펠리컨스             |
| 2024 | 베네딕트 마트린                 | 인디애나 페이서스               |